# Körösszakál vasútállomás
Körösszakál vasútállomás egy Hajdú-Bihar vármegyei vasútállomás, melyet a MÁV üzemeltetett. A vasúti forgalom szünetel.

## Áthaladó vasútvonalak
A vasútállomást az alábbi vasútvonalak érintik:
- Körösnagyharsány–Vésztő–Gyoma-vasútvonal

## Kapcsolódó állomások
A vasútállomáshoz a következő állomások vannak a legközelebb:
- Komádi vasútállomás (Körösnagyharsány–Vésztő–Gyoma-vasútvonal)
- Körösnagyharsány megállóhely (Körösnagyharsány–Vésztő–Gyoma-vasútvonal)

## Forgalom
A vasútállomáson és a rajta áthaladó vasútvonal egy szakaszán a vasúti forgalom 2009. december 13-a óta szünetel.
Bővebben: 2009-es magyarországi vasútbezárások

## Megközelítése
A vasútállomás Körösszakáltól körülbelül egy kilométerre helyezkedik el, közúti megközelítését csak önkormányzati utak teszik lehetővé.